# Bataillon Sitch
Le bataillon Sitch (ukrainien : Батальйон « Сiч »), également appelé bataillon des Carpates Sitch (ukrainien : Батальйон Карпатська Січ, bataillon Karpatska) et officiellement connu sous le nom de 4e compagnie Sitch du régiment de Kiev (ukrainien : 4-та рота « Січ » полку « Київ »), est un bataillon de la police spéciale ukrainienne composé de volontaires de Kiev. L'unité est formée en juin 2014 par des volontaires du parti Svoboda au début de la guerre du Donbass.

## Historique

### Fondation et premières opérations
Le bataillon Sitch est formé par le parti Svoboda en juin 2014. L'unité est l'un des nombreux bataillons de volontaires paramilitaires ukrainiens formés au début de la guerre du Donbass en 2014, avec le bataillon Sviatyï Mykolaï (en) ou le bataillon Donbass, pour lutter contre les séparatistes prorusses dans la région du Donbass, dans l'est de l'Ukraine. Le bataillon Sitch est officiellement devenu une unité active du ministère ukrainien de l'Intérieur à la suite de sa cérémonie de prestation de serment le 26 août 2014 et est composée d'environ 50 volontaires, dont certains ont déjà servi dans l'armée. Comme d'autres unités de volontaires, les membres du bataillon Sitch ont suivi deux mois d'entraînement de base avant leur déploiement et ont commencé à affronter des forces séparatistes avec un entraînement ou un équipement minimal. Alors que le bataillon Sitch est beaucoup plus petit que les autres unités de volontaires, il est conçu dans le but spécifique de combattre les insurgés lors des troubles prorusses de 2014 en Ukraine.

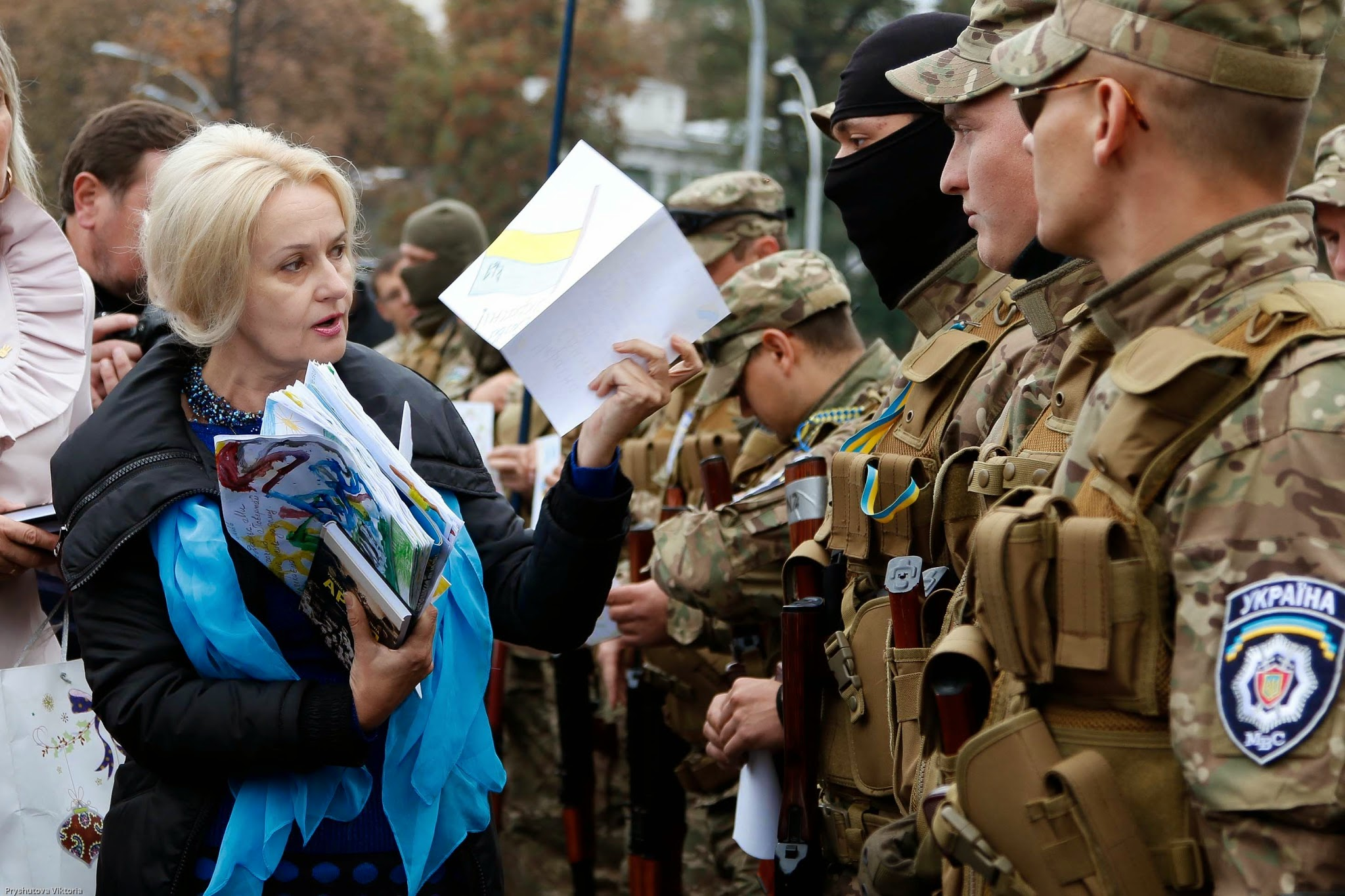
Iryna Farion en septembre avec des soldats du bataillon.

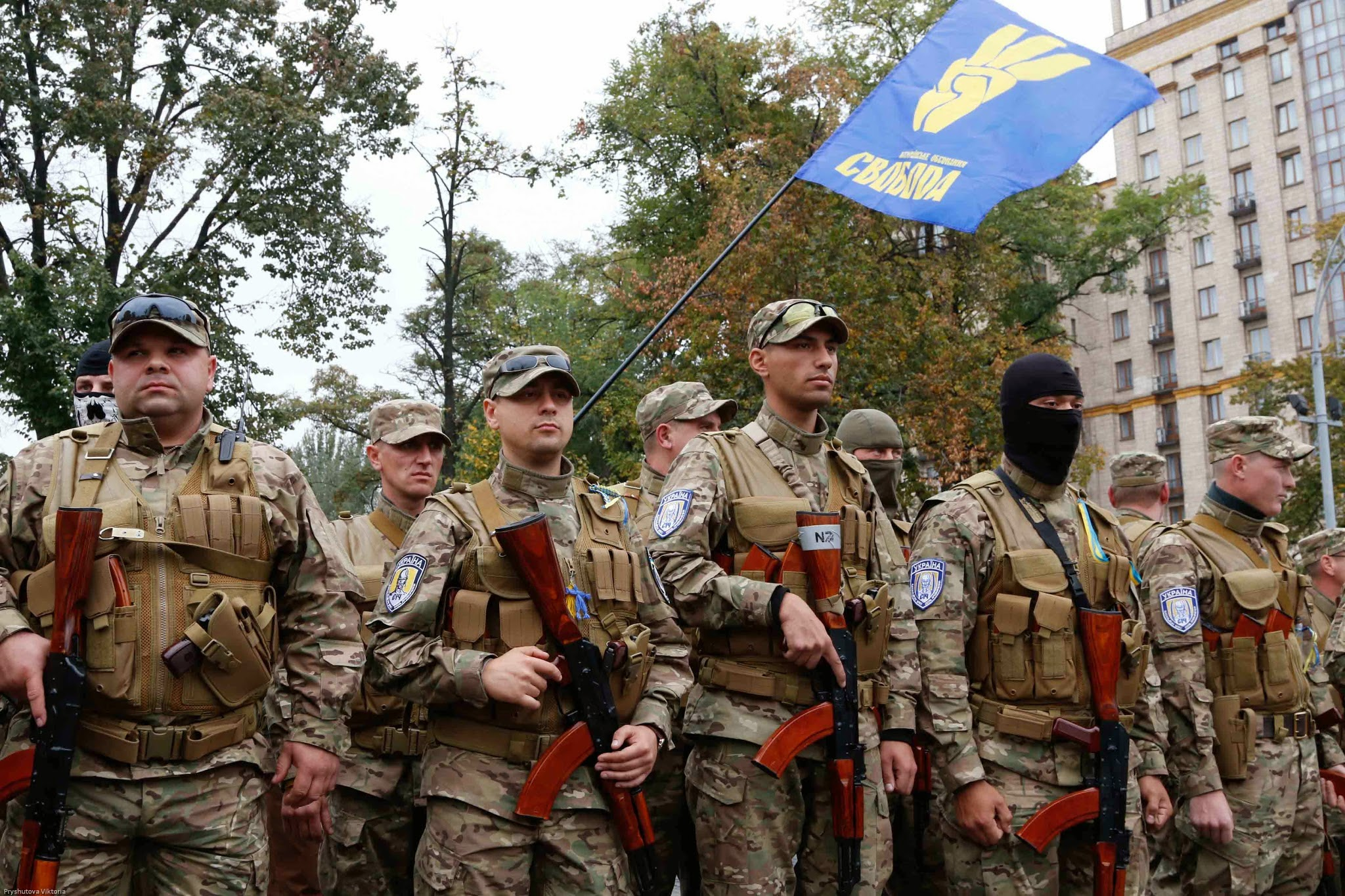
Volontaires du bataillon Sitch, derrière eux se trouve le drapeau de Svoboda.

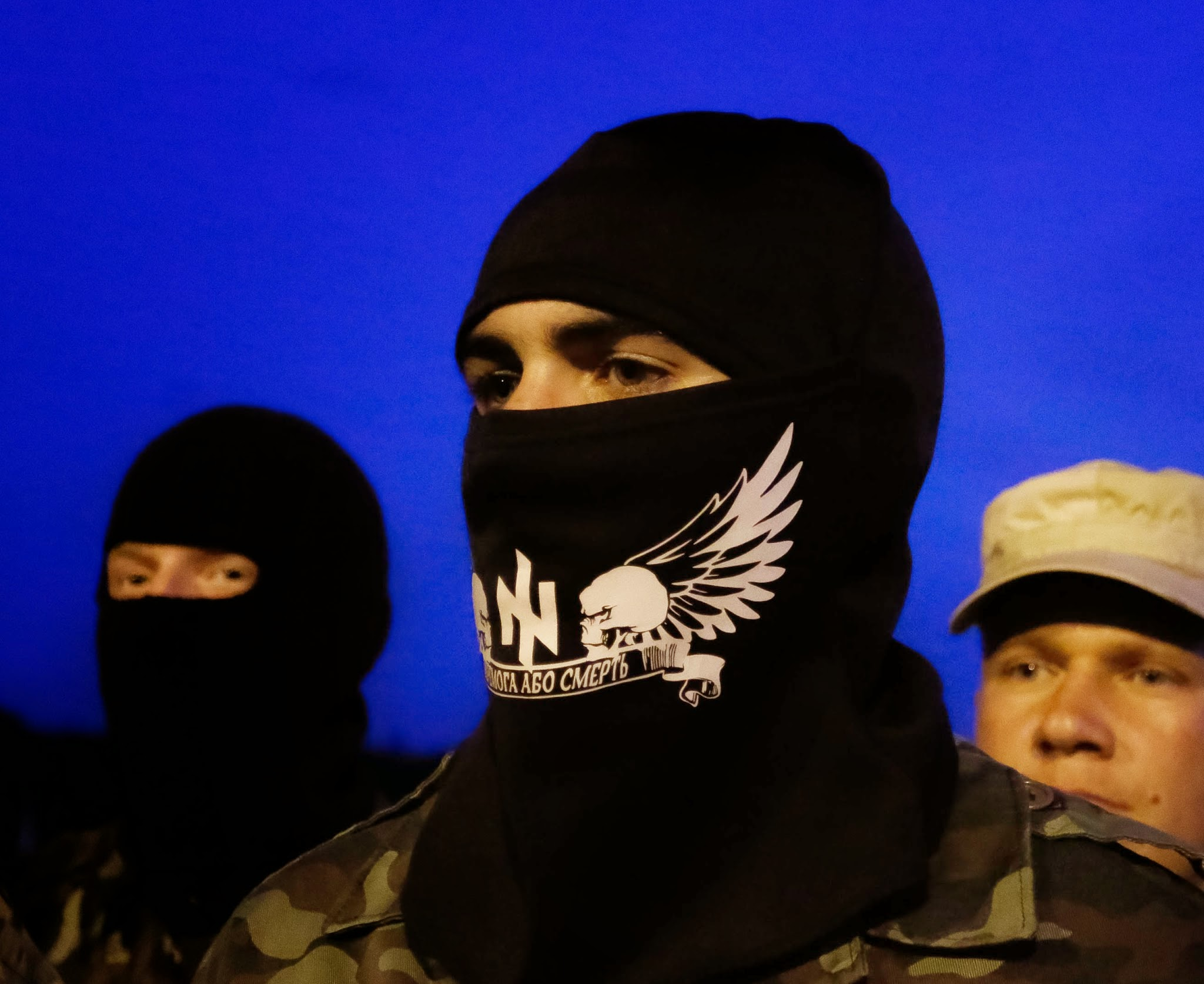
Membre du bataillon Sitch portant une cagoule avec un Wolfsangel.

Le 26 août 2014, environ 100 soldats du bataillon prêtent serment d'allégeance au peuple ukrainien, puis environ 50 soldats se déploient dans la Zone d'opération antiterroriste (Ukraine). Des adieux solennels ont lieu dans la rue Instytutska à Kiev, où les héros des Cent Célestes sont morts en hiver,,.
Avec les soldats, sept députés du peuple de la 7e convocation (2012-2014) du parti Svoboda se sont rendus à l'Est : Iouriy Cyrotiouk (uk), Oleksiy Kaïda (uk), Oleh Ossoukhovsky (uk), Oleh Heleveï (uk), Oleksandr Myrny (uk), Andriy Tiahnybok (uk) et Oleksiy Fourmane (uk). Ils accompagnaient à tour de rôle les combattants lors de leur séjour dans la zone d'opération antiterroriste.
Le 27 septembre, les combattants du bataillon reviennent de l'opération antiterroriste sur leur lieu de déploiement. Le 30 septembre, après une cérémonie solennelle, une nouvelle unité spéciale du bataillon part pour l'est de l'Ukraine.
Selon le service de presse du bataillon, une partie de l'unité est située dans la région de Donetsk, près de Kourakhove, où elle effectue des tâches pour protéger le barrage de Kourakhiv TPP. Le camp de base du bataillon est situé à Sloviansk, où les forces spéciales veillent à la paix dans la ville et maintiennent la loi et l'ordre.

### Opérations en tant qu'unité de police
En 2015, le ministère de l'Intérieur interdit aux personnes inscrites dans les partis politiques de s'enrôler dans leurs unités. Le bataillon Sitch rompt ses liens officiels avec Svoboda et le 21 décembre 2015, le bataillon Sitch est réformé en 4e compagnie « Sitch » du régiment de Kiev, dans le cadre de la police spéciale de la ville de Kiev, avec Maxime Morozov comme commandant.
Arsen Avakov, chef du ministère ukrainien de l'Intérieur, déclare qu'un membre du bataillon Sitch a été arrêté après qu'un membre de la Garde nationale ukrainienne a été tué lors d'émeutes à Kiev le 31 août 2015.
Au début de l'invasion russe de l'Ukraine en 2022, le bataillon Sitch combat l'offensive russe de Kiev. L'unité se déploie ensuite pour combattre l'offensive de l'Est de l'Ukraine, participant à la bataille de Kharkiv.
Début juin 2022, le bataillon est composé de plus de 600 hommes dont des volontaires étrangers venus notamment d'Amérique du Sud (Colombie, Pérou et Brésil). Au même moment, le bataillon disposait aussi d'armement venant d'Occident.
Le 19 juin, le commandant du bataillon Sitch, Oleh Koutsyne, est tué au combat près d'Izioum. Le bataillon est désormais commandé par un soldat de carrière de 58 ans, ancien retraité, qui utilise le nom de code Swat. Au cours de l'offensive ukrainienne de Kharkiv, le bataillon fut à l'avant-garde des combats à Izioum et Lyman, deux villes stratégiquement importantes, pour fournir un soutien de flanc. Le 3 octobre 2022, ils saisissent une localité supplémentaire à l'est, sécurisent une série de barrages et d'autres localités dans le nord de la province de Donetsk[réf. souhaitée].